# Mortalité des personnes autistes
Vous lisez un « article de qualité » labellisé en 2017.

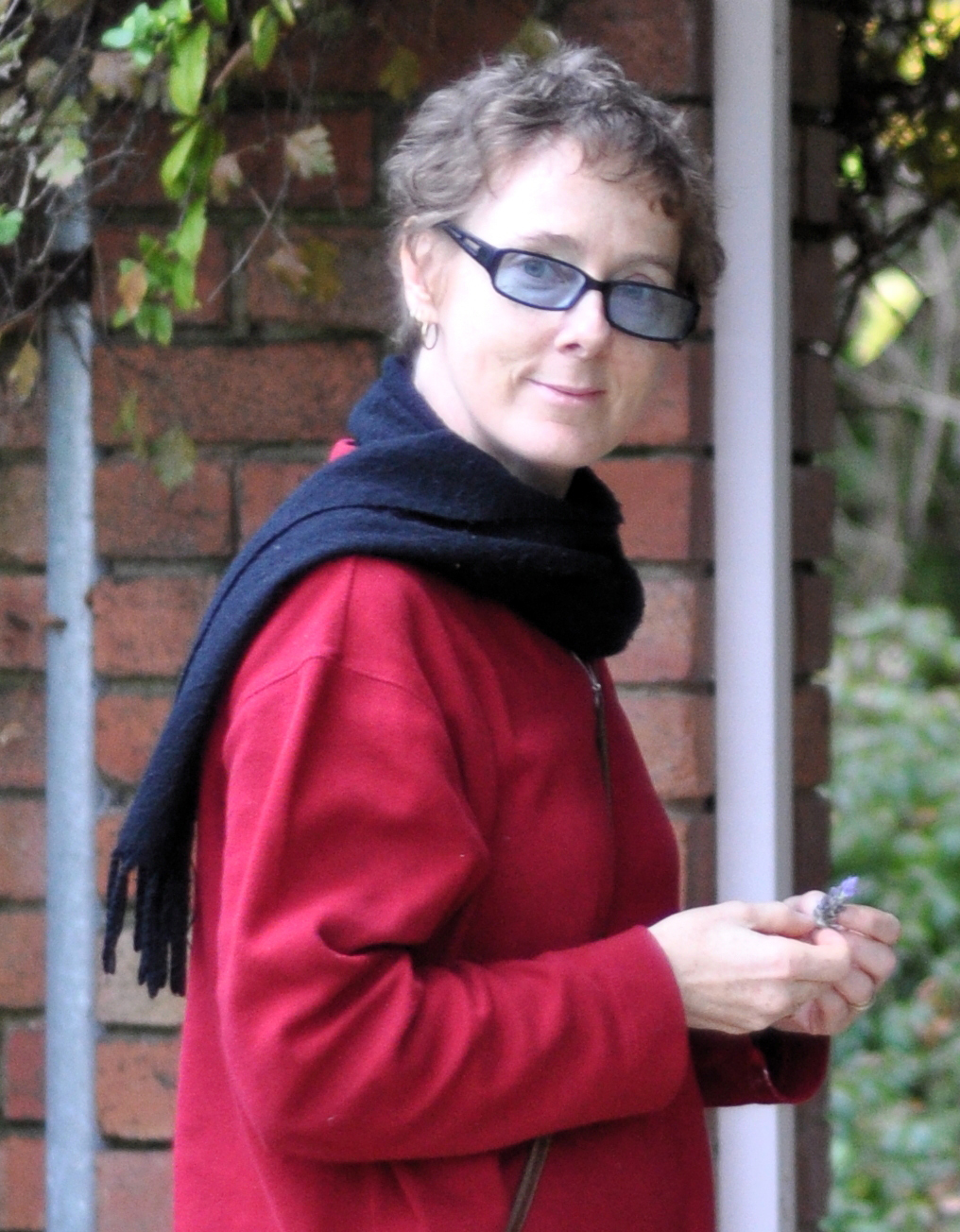
Donna Williams, femme autiste décédée le 22 avril 2017 des suites d'un cancer, à 53 ans.

La mortalité des personnes autistes est caractérisée par une espérance de vie réduite d'environ dix-sept ans par rapport à la moyenne. Le taux de mortalité pendant l'enfance et les débuts de l'âge adulte est significativement plus élevé que celui de la population générale. Les personnes autistes sont sujettes à de nombreux problèmes de santé, avec une forte fréquence de l'épilepsie. Les maladies et attaques cardiaques, ainsi que le suicide, jusqu'à neuf fois supérieur à la moyenne, concernent particulièrement les personnes diagnostiquées avec un autisme à haut niveau de fonctionnement. Les autres causes de mortalité sont similaires à celles de la population générale, incluant des maladies respiratoires, infectieuses et digestives, combinées à des prises de médicaments neuroleptiques qui entraînent effets secondaires et perte substantielle de santé tout au long de la vie. Des facteurs socio-économiques augmentent aussi cette mortalité. Victime d'une grande proportion d'accidents, et en particulier de noyades, la communauté autiste est également frappée d'infanticides depuis des temps très anciens. Les femmes avec difficulté d'apprentissage ont l'espérance de vie la plus écourtée.
Cette mortalité précoce fait l'objet d'études et de théories diverses depuis les années 1990, concernant ses causes et les façons de la réduire, essentiellement dans les pays anglo-saxons et scandinaves. Qualifiée en 2015 de « crise cachée », elle est principalement due aux comorbidités des troubles du spectre de l'autisme, combinées à un défaut d'accès aux soins somatiques et de prise en compte de la douleur, touchant principalement les autistes non-verbaux. Une faiblesse d'ordre génétique pourrait s'y ajouter, avec de nombreuses influences environnementales. L'exclusion sociale est susceptible de mener au suicide, et une « culture du meurtre » favorise les infanticides. Une meilleure prévention de l'épilepsie, des noyades accidentelles, des maladies subites et du suicide, ainsi qu'une amélioration de la communication entre personnes autistes et personnel médical, la pratique d'un exercice physique régulier, représentent autant de pistes pour réduire cette mortalité précoce.

## Histoire
Le champ de recherches croisé mortalité et autisme est récent. L'existence d'un risque plus élevé de noyade accidentelle a été soulignée dès 1996. En 1999, Torben Isager et ses collègues publient une étude de mortalité sur 381 personnes autistes diagnostiquées entre 1945 et 1980 au Danemark. Douze sont décédées, ce qui constitue un taux significativement plus élevé que dans la population générale. Sur ces douze morts, cinq le sont des suites d'une maladie soudaine, un est soupçonné également d'avoir contracté une maladie subite, quatre ont été victimes d'accidents (dont trois probablement en relation avec une maladie ou autre difficulté personnelle) et deux se sont suicidés. Six de ces personnes autistes décédées ont été diagnostiquées comme ayant un handicap mental, l'autre moitié comme n'en ayant pas.
En 2001, Robert M. Shavelle et ses collègues étudient les causes de la mort des personnes diagnostiquées autistes en Californie entre 1983 et 1997, soit 202 morts sur une cohorte de 13 111 personnes. Cette étude est considérée comme « très pertinente » en raison de la taille de la cohorte et la méthode utilisée. La mortalité y est analysée comme plus élevée que parmi la population générale, en particulier chez les femmes et les personnes avec un handicap mental associé : l'espérance de vie est de 62 ans pour les hommes et 62,5 ans pour les femmes. Les principales causes de mortalité identifiées sont les maladies subites, les maladies respiratoires, la suffocation et les accidents de noyade.
En 2008, une nouvelle étude danoise (sur 341 personnes), mise à jour de celle de 1999, conclut à une mortalité double par rapport à la population générale, particulièrement élevée chez les femmes.
En 2010, Christopher Gillberg et ses collègues publient une étude sur cent vingt citoyens suédois autistes nés entre 1962 et 1984, dont neuf sont morts, soit un taux de mortalité de 7,5 %, statistiquement 5,6 fois plus élevé que la moyenne. Ils ne parviennent pas à déterminer si l'autisme est en tant que tel un facteur de mortalité. En 2013, l'étude de Deborah Bilder et collègues sur une cohorte de 305 personnes diagnostiquées autistes relève que 29 d'entre elles sont mortes, et soutient que les causes sont imputables aux comorbidités, plutôt qu'à l'autisme en lui-même.
Fin 2015 est publiée une étude réalisée à partir des données médicales de plus de 27 000 Suédois autistes, dont 6 500 avec un handicap mental associé. Cette étude est alors la plus fiable jamais menée sur le sujet, en particulier grâce à la taille de la cohorte. D'après ce groupe de chercheurs :

« [...] nos résultats s'ajoutent à des preuves accumulées indiquant que les troubles du spectre de l'autisme entraînent des pertes substantielles de santé tout au long de la vie. »

— Tatja Hirvikoski, Ellenor Mittendorfer-Rutz, Marcus Boman et Henrik Larsson
Une recension systématique et méta-analyse publiée en 2022 vient confirmer le constat d'une plus forte mortalité des personnes autistes par comparaison à la population générale.
En août 2023 est publiée une vaste étude prenant en compte les facteurs socio-économique des personnes autistes et non-autistes dans la région de l'Ontario, au Canada.

## Observations cliniques et sociales
L'autisme n'est pas un trouble dégénératif mais un « trouble du développement » (CIM-10), qui peut s'associer à d'autres facteurs susceptibles de réduire l'espérance de vie (comorbidités), ou être une cause d'accidents en raison de différences de perception, en particulier lorsqu'il y a des difficultés d'apprentissage associées. Lorsque la personne vieillit, l'autisme est considéré comme faisant « partie des tableaux occasionnant des situations de handicap parmi les plus invalidantes pour la personne et pour l’entourage », selon z&ma et Martinez. Les habiletés (et facultés intellectuelles) des personnes autistes déclinent de façon moins significative avec l'âge que chez les pairs non-autistes, voire se maintiennent, l'autisme n'entraînant pas de déclin cognitif (affaiblissement de la mémoire de travail) avec l'âge, bien qu'un niveau de handicap et/ou de dépendance plus élevé soit susceptible d'arriver avec le temps. 20 à 25 % des adultes autistes subissent un déclin important de leurs capacités cognitives à l'âge adulte. Par ailleurs, la majorité des adultes autistes disposent d'une faible qualité de vie et expérimentent une importante anxiété, susceptible de conduire à un retrait sociétal total, et à une perception de la société comme étant l'« ennemie ».

### Espérance de vie
Les personnes à troubles du spectre de l'autisme (TSA) ont une espérance de vie réduite d'environ seize à dix-huit ans par rapport à la population générale, cette réduction montant à 30 ans pour les personnes autistes avec difficultés d'apprentissage. Le taux de mortalité déterminé par les études, particulièrement pendant l'enfance et les débuts de l'âge adulte, est deux à dix fois plus élevé que dans la population générale,,,. D'après Catherine Barthélémy, la mortalité entre 2 et 30 ans est statistiquement trois fois plus élevée. Très peu d'études ont été menées pour comparer le taux de mortalité en fonction de l'âge, mais les rares résultats indiquent que l'écart se réduit après 60 ans,. À 65 ans et après, la différence d'espérance de vie entre autistes et non-autistes n'est que de trois ans.
Bien que les taux exacts déterminés par ces études varient, toutes s'accordent à conclure à l'existence d'une surmortalité chez les personnes autistes, quelles que soient les causes de la mort, mais particulièrement des suites de troubles du système nerveux (de type épilepsie) et par suicide,,,. Les données disponibles pour la Nouvelle-Galles du Sud, une région de l'Australie, portant sur 35 929 personnes, concluent à un taux de mortalité 2,06 fois plus important pour la population autiste par comparaison à la population générale.
L'espérance de vie des personnes autistes est probablement en amélioration à l'échelle mondiale, dans la mesure où des causes qui auraient conduit à la mort par le passé sont désormais identifiables,. Il est suggéré que la combinaison des difficultés cognitives, de la sensibilité accrue aux maladies, des comorbidités, de l'exclusion sociale, de l'hypersensibilité sensorielle et des effets du vieillissement, puisse entraîner cette réduction substantielle de l'espérance de vie,.

### Limites des études
Les études menées en ce domaine sont essentiellement américaines,,, britanniques, et scandinaves (suédoises, et danoises,), relativement limitées en nombre du fait d'un manque de recherches au niveau international sur les adultes autistes. Comme le souligne Josef Schovanec (2017), le taux de suicide des personnes autistes « fait partie des tabous du débat public » en France : leur mortalité ne fait l'objet d'aucune étude et d'aucun intérêt public dans ce pays ; probablement en raison de la focalisation sur l'enfance, et de pratiques que certains établissements médicaux-sociaux cherchent à cacher (telles que la sur-médication en neuroleptiques). La lanceuse d'alerte française Céline Boussié a ainsi dénoncé, à la télévision, la mort de cinq enfants dans un institut médico-éducatif (IME) du Gers. Les études publiées présentent elles-mêmes certaines faiblesses, telles que l'intégration de personnes diagnostiquées par le passé avec une « psychose », qui pourraient être en réalité schizophrènes, une condition connue pour s'associer à un fort risque de suicide. Les données sont également limitées du fait qu'un grand nombre d'adultes autistes disparaissent des statistiques, pour diverses raisons (changement de nom, déménagement, etc). Les études sur le suicide, également très limitées en nombre, « ont généralement utilisé de petits échantillons non représentatifs, n'ont pas de mesures validées et n'ont pas exploré les facteurs de risque ou de protection ».
Les premières descriptions scientifiques de l'autisme remontent au milieu des années 1940, ce qui fait que les premières personnes diagnostiquées encore en vie ont environ 70 ans en 2015. Ainsi, le vieillissement et la fin de vie « représentent un terrain d'études à peu près vierge » (en 2008), ce qui complique la connaissance des mesures spécifiques susceptibles d'améliorer la qualité de vie : du fait d'une insistance sur l'enfance, les personnes autistes adultes et âgées sont largement ignorées, par la recherche comme par l'opinion publique.

### Différences entre hommes et femmes
Dès 1985, Marion Leboyer s'est interrogée sur les différences de mortalité entre filles et garçons autistes. Plusieurs études ont souligné une mortalité précoce plus élevée chez les femmes autistes par rapport aux hommes,,,, jusqu'à quatre fois plus élevée. Cependant, il existe des variations considérables dans les taux reportés en fonction du genre, ce qui indique des mesures trop imprécises. Une explication serait un biais d'échantillonnage : les femmes étant plus rarement diagnostiquées autistes que les hommes, seules celles qui ont des problèmes médicaux lourds ou visibles entrent dans les statistiques. Les causes et l'âge de la mort sont relativement similaires entre hommes et femmes. Cependant, les données statistiques montrent que les hommes sont plus susceptibles de mourir d'atteintes du système nerveux et du système circulatoire, et les femmes davantage de maladies du système endocrinien, de malformations congénitales, et par suicide. Un taux de suicide double des femmes par rapport aux hommes a été déterminé par une méta-analyse. Cette analyse n'est cependant pas partagée, la recension de la littérature scientifique effectuée par Magali Segers relevant au contraire que les hommes seraient plus susceptibles de se suicider que les femmes.
Les femmes ayant des difficultés d'apprentissage ont l'espérance de vie la plus écourtée, alors que parmi les personnes autistes à haut niveau de fonctionnement, la mortalité est globalement plus élevée chez les hommes.

### Meurtres

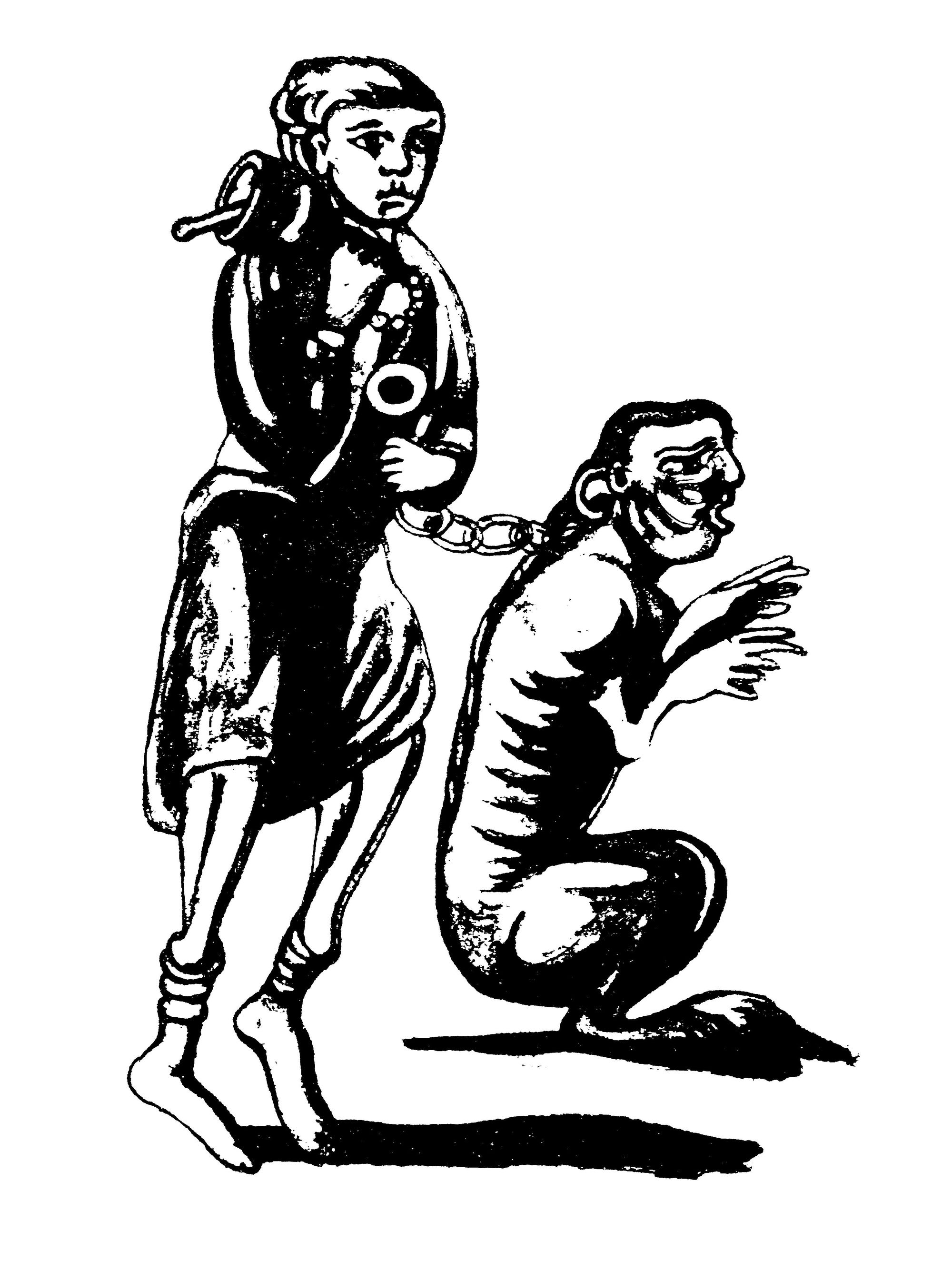
Le mythe du changeling aurait permis jadis de justifier l'abandon des bébés et enfants autistes.

Les autistes sont fréquemment victimes d'infanticides,. Comme le souligne entre autres Lorna Wing, le mythe du changeling, présent dans différentes cultures, pouvait conduire par le passé au meurtre ou à l'abandon (entraînant généralement la mort) de bébés et d'enfants autistes. En affirmant que leur enfant biologique avait été échangé contre un autre (par les fées, les lutins ou le diable), des parents se débarrassaient des enfants qu'ils jugeaient étranges ou distants émotionnellement, tout en se préservant du sentiment de culpabilité,. Dans le contexte de la montée de l'eugénisme et du nazisme dans les années 1930 et 1940, un grand nombre de personnes handicapées tuées pendant l'Aktion T4 étaient vraisemblablement autistes. Environ 3 500 personnes autistes ont pu être tuées de cette façon.
Il n'existe pas de statistiques pour quantifier ces meurtres et abandons volontaires à l'époque actuelle, mais ils sont régulièrement documentés dans la presse et par des réseaux associatifs, des « douzaines » de cas de ce type ayant été mentionnés dans la presse occidentale en une dizaine d'années, en particulier la presse canadienne. L'Autistic Self Advocacy Network en a relevé 36 (concernant tous des personnes handicapées, principalement autistes) en 2012. La militante américaine Kathleen Seidel a tenu à jour une liste de personnes autistes assassinées sur son blog. Josef Schovanec estime réaliste une estimation d'une centaine d'autistes tués chaque année en France. Anne McGuire souligne que chaque cas de meurtre est traité individuellement, mais que le motif général invoqué pour chacun d'entre eux est « l'autisme » ou « la vie avec l'autisme ».
Ces meurtres sont généralement commis par la mère, ou plus généralement par un parent ou une personne chargée de l'accompagnement et des soins. Les infanticides maternels sont peu connus, car ils se heurtent à la croyance selon laquelle une mère ne pourrait supprimer son enfant. D'après l'étude de trois cas par Anne McGuire, l'annonce du diagnostic d'autisme sur des enfants particulièrement difficiles à gérer a été le déclencheur qui a fini par mener à une dépression clinique et un profond désespoir de la mère, puis à l'infanticide. L'appartenance des parents à une classe sociale inférieure semble être un facteur prédisposant, dans la mesure où ces mères n'avaient pas les ressources financières pour bénéficier d'accompagnements efficaces de leurs enfants handicapés.

### Suicides et euthanasies

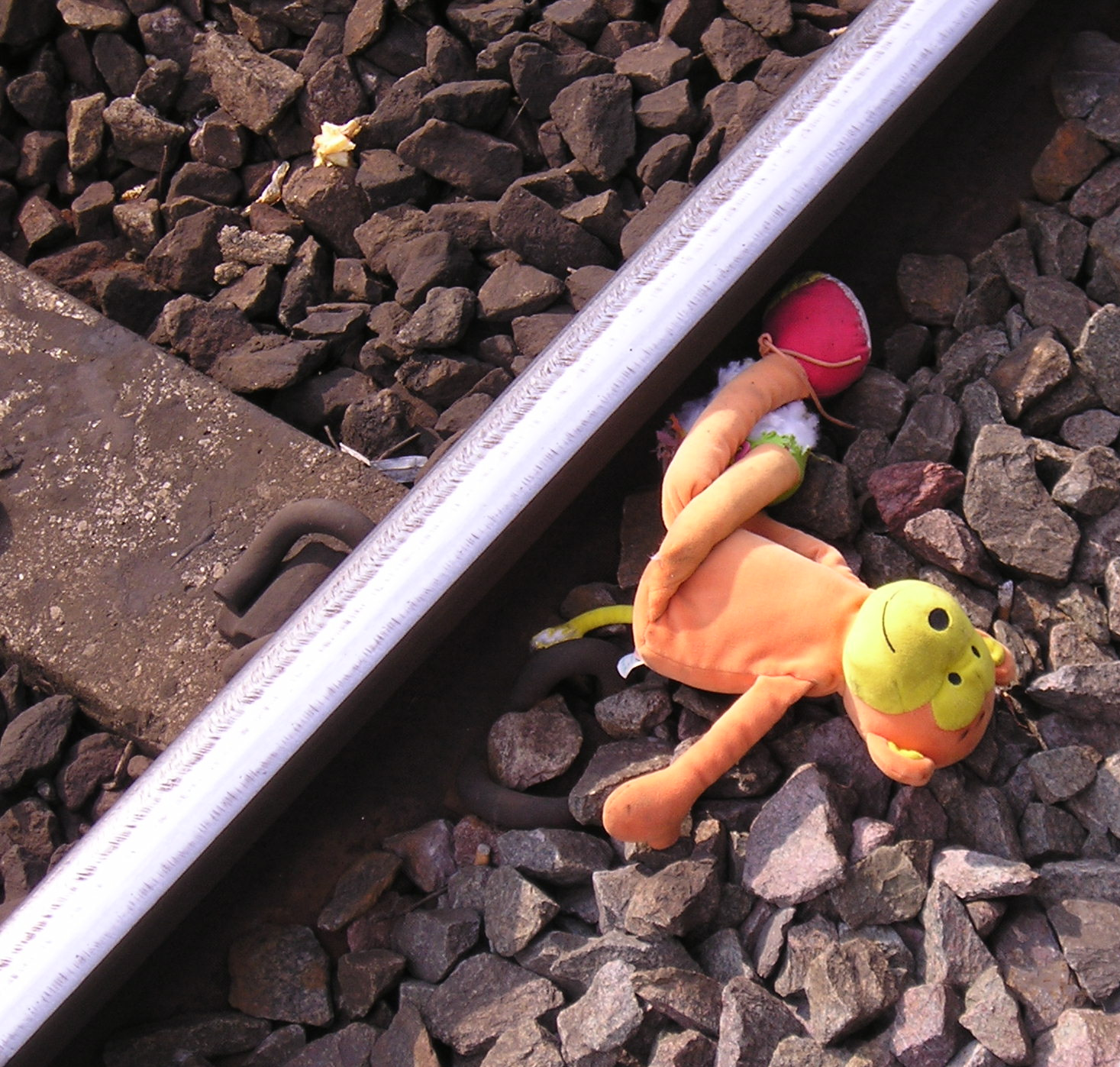
Des cas de suicides de personnes autistes se jetant sous un train ont été constatés.

Le taux de suicide est significativement supérieur à celui qui s'observe dans la population générale, chez les enfants comme chez les adultes autistes,,,. La recension de Hedley et Uljarević, parue en 2018 et portant sur 13 études, détermine qu'entre 1 et 35 % des personnes autistes ont fait au moins une tentative de suicide, et que 11 à 66 % ont des pensées suicidaires. De plus, 0,31 % des décès précoces de personnes autistes sont attribués à un suicide, ce qui est significativement plus élevé que dans la population générale.
Le suicide est aussi la seule cause de mortalité qui soit plus fréquente chez les personnes autistes à haut niveau de fonctionnement que chez les personnes considérées comme ayant un handicap mental. Il s'associe généralement à des troubles d'ordre psychiatrique, et tout particulièrement à la dépression. Le taux de suicide des personnes autistes à haut niveau de fonctionnement est environ 9 fois supérieur à la moyenne, représentant leur seconde cause de mortalité après les maladies et attaques cardiaques. 14 % des enfants et adolescents autistes ont expérimenté des idées suicidaires, ce qui est 28 fois plus élevé que chez les enfants et adolescents typiques.
Une étude de Sarah Cassidy et Simon Baron-Cohen portant sur 374 adultes avec le syndrome d'Asperger montre que 66 % d'entre eux ont éprouvé de telles pensées, et qu'un tiers ont prévu ou fait une tentative, 31 % d'entre eux ayant expérimenté une dépression, contre 17 % de pensées suicidaires dans la population britannique générale. Une recension de la littérature scientifique consacrée au lien entre autisme et suicide (2014) conclut qu'entre 10,5 et 50 % des autistes ont eu des pensées suicidaires, ou bien ont tenté de se suicider. En 2018 paraît une étude des facteurs de risque et de protection menée sur 185 personnes, dont 92 femmes, toutes diagnostiquées avec troubles du spectre de l'autisme : 49 % répondent au critères de la dépression (les femmes davantage que les hommes) et 36 % ont des idées suicidaires, la sévérité des symptômes de l'autisme n'étant pas corrélée au risque de dépression. La solitude et le soutien social jouent un rôle dans le risque de suicide, une grande solitude et une absence de soutien accroissant de beaucoup ce risque. Le risque de suicide est aussi très fortement corrélé avec l'existence conjointe de troubles psychiatriques. Les outils de détection de la dépression en population générale pourraient ne pas être adaptés à la population autiste.
En Belgique et aux Pays-Bas, des adultes autistes font des demandes d'euthanasie, un cas belge ayant fait polémique en 2016. L'étude de 100 demandes d'euthanasie formulées en Belgique entre 2007 et 2011 montre que 12 % concernent des personnes avec autisme.

## Causes
Il est difficile d'établir une relation entre le décès d'une personne autiste et la principale cause sous-jacente, les études n'étant pas toujours assez précises pour déterminer les causes exactes de chaque décès. Il peut exister des intrications causales, par exemple une maltraitance infantile, des facteurs économiques et des facteurs environnementaux, qui joueront un rôle dans un décès. Les personnes autistes sont plus exposées aux risques socio-économiques que les populations neurotypiques, dans un contexte où la plupart des bases de données médicales ne fournissent pas d'informations relatives au statut socio-économique des patients.
Les facteurs de mortalité identifiés chez les personnes autistes ne sont pas qualitativement différents de ceux de la population générale, à l'exception notable de l'épilepsie, dont l'incidence est beaucoup plus élevée. Par contre, ces problèmes de santé sont plus fréquents tout au long de la vie.
Au contraire des causes de mortalité constatées pour les personnes avec TDAH, qui rélèvent principalement d'accidents et de conduites à risques, les causes de mortalité des personnes autistes sont à la fois des causes naturelles (maladies, etc.) et des causes artificielles (accidents, etc.). Elles incluent diverses maladies cardiaques et circulatoires, des maladies respiratoires telles que la pneumonie et l'asthme, des néoplasmes (cancer), des encéphalopathies, le syndrome néphrotique et des blessures auto-infligées, par exemple à la tête,,. La présence d'un handicap mental est considérée comme un facteur aggravant la mortalité précoce,. Des décès ont été reportés à la suite de problèmes du système nerveux, de complications pour cause d'administration de neuroleptiques  et de prises excédentaires de médicaments divers. Les décès dus à l'alcool, au tabac et à la drogue sont moins élevés que chez les pairs non-autistes.
Les facteurs de risque de suicide identifiés par la revue de littérature scientifique effectuée par Magali Segers sont, dans l'ordre : la discrimination par les pairs, les problèmes de comportement, le fait d'appartenir à une minorité ethnique (noir ou hispanique) aux États-Unis, le fait d'être de sexe masculin, le statut socio-économique inférieur et le faible niveau d'éducation. Les mécanismes menant au suicide restent mal connus (2017) et pourraient être différents de ceux qui concernent les personnes non-autistes, dans la mesure où les idées suicidaires sont beaucoup plus fréquentes que l'état de dépression, les statistiques par genre étant également différentes. Il semble que la difficulté à exprimer ses pensées et ses sentiments soit un facteur de risque majeur. Le stress associé à des troubles mentaux chez les personnes autistes, ainsi que le taux élevé de suicide chez cette population, pourrait découler de la stigmatisation des minorités. Ces données montrent aussi que l'autisme et les problèmes de santé mentale ne sont pas intrinsèquement liés, et que ces derniers pourraient être limités par des mesures de lutte contre la discrimination.
Le rôle et la part exacts des facteurs biologiques et sociaux dans la mortalité restent à déterminer, en particulier celui du bien-être émotionnel, qui pourrait fortement entrer en compte. De par leur condition, les personnes autistes réalisent souvent moins d'exercices physiques, ont un régime alimentaire moins varié et prennent des médicaments (neuroleptiques en particulier) plus souvent que des personnes non-autistes.

### Comorbidités médicales
La principale cause médicale de mortalité des personnes autistes est liée aux comorbidités des troubles du spectre de l'autisme : en effet, des désordres génétiques susceptible de se combiner avec l'autisme sont responsables d'une vulnérabilité physique. L'une des causes de mortalité les plus fréquentes est le déclenchement d'une maladie soudaine, en particulier d'une maladie ou attaque cardiaque, qui représentent la première cause de mortalité chez les personnes autistes à haut niveau de fonctionnement. Il existe aussi des preuves d'une fréquence plus élevée des troubles gastriques et digestifs, musculaires, sensoriels, et d'une sensibilité accrue aux maladies infectieuses. Une étude sur 1 507 adultes diagnostiqués en Californie montre que « presque tous les problèmes médicaux étaient significativement plus fréquents chez les adultes autistes, ce qui comprend les affections immunitaires, les troubles gastro-intestinaux et du sommeil, les crises, l'obésité, la dyslipidémie, l'hypertension artérielle et le diabète. Des conditions plus graves, comme les accidents vasculaires cérébraux et la maladie de Parkinson, étaient également beaucoup plus fréquentes ».

#### Épilepsie
Environ un tiers des personnes autistes sont épileptiques, ce qui rend les crises d’épilepsie d'autant plus fréquentes parmi cette population. K. Patja et ses collègues, en Finlande, ont estimé dès 2000 que la mortalité des personnes épileptiques avec handicap mental puisse être significativement plus élevée que chez les personnes non-épileptiques, à niveau égal de handicap mental. Cette mortalité plus élevée des personnes autistes et épileptiques par rapport aux personnes autistes non-épileptiques a été soulignée et démontrée : l'espérance de vie des personnes autistes sans handicap mental et souffrant d'épilepsie est évaluée à seulement 39 ans, la mortalité étant 8,3 fois plus élevée par rapport aux personnes autistes non épileptiques. Une recension de la littérature scientifique est consacrée au lien entre épilepsie et autisme en 2012, concluant à d'importantes implications en matière de santé.

#### Comorbidités psychiatriques
70 % des autistes ont au moins une comorbidité d'ordre psychiatrique, 41 % en ont deux ou plus. La plus fréquente est l'anxiété sociale. Le trouble du déficit de l'attention avec ou sans hyperactivité (TDAH) et / ou une forme d'anxiété sont très courants, en particulier chez les autistes sans handicap mental,. D'après Digby Tantam, la morbidité par consommation de substances mal associées (drogue, médicaments, alcool...) est fréquente chez les personnes avec un TDAH. Les personnes autistes expérimentent aussi régulièrement des surcharges sensorielles au fil de leur vie.
L'anxiété peut pousser à se tourner vers la prise de drogues et d'alcool, entraînant des effets délétères en matière de santé. Par ailleurs, l'anxiété chronique entraîne une détérioration de l'état des artères. Par contre, il n'existe aucune preuve d'association entre l'anxiété et le risque de suicide.

### Changements des habitudes de vie
Les personnes autistes considérées comme autonomes sont susceptibles de connaître les mêmes changements d'habitudes de vie que des personnes non-autistes : décès d'un proche, départ d'un enfant, carrière professionnelle modifiée, insatisfaction vis-à-vis de la vie de couple, vieillissement du corps et survenue d'un problème de santé de longue durée... mais ces changements pourront leur être plus difficiles à vivre. Un changement d'environnement (par exemple, un placement en institution) peut entraîner une accumulation d'expériences et de ressentis négatifs qui nuisent à la santé de la personne. De même, « pour la personne autiste une promotion hiérarchique peut être désastreuse, pouvant mener à des tentatives de suicide : en effet, une promotion peut éloigner la personne du travail qu'elle affectionnait, pour lui confier des tâches de gestion humaine parfois fort distinctes ».
Les personnes autistes peuvent avoir des problèmes de santé connexes (diabète, maladies cardio-vasculaires...) qui demandent un soutien de leurs proches. Le vieillissement des parents est une cause importante de mortalité, dans la mesure où il arrive toujours un moment où ils n'ont plus la force de subvenir aux besoins de leur fils ou fille autiste. Il n'existe pas de données statistiques permettant d'appréhender l'ampleur du phénomène, qui pourrait toucher principalement des hommes n'ayant jamais connu de placement en institution, peu après le décès de leurs parents. Plusieurs cas de personnes autistes supposées autonomes, qui ont dû apprendre des compétences de vie basiques pour survivre au décès de leurs parents, ont été rapportés, mais toutes n'ont pas la capacité ou la volonté d'acquérir ces compétences, en particulier à un âge avancé.
Pour prévenir ce type de problème, les proches peuvent définir une personne ou une institution qui s'occupera de la personne autiste après leur mort. La résolution du problème peut être complexe, car les autres membres de la famille ne sont pas toujours assez proches de la personne autiste pour en accepter la responsabilité.

### Exclusion sociale
Les personnes autistes peuvent affronter une pression sociale et culturelle importante, dont le harcèlement (à l'école ou sur le lieu de travail), une pression de normalisation les poussant à cacher ou masquer leurs difficultés, et un isolement social. Bien que le penchant suicidaire des personnes Asperger puisse être lié à une dépression et à des troubles associés propres à l'autisme, Simon Baron-Cohen insiste sur les nombreuses difficultés que les adultes Asperger rencontrent en matière d'exclusion sociale, d'isolement et de solitude. Le harcèlement scolaire peut conduire les enfants et adolescents à des pensées suicidaires et à une attitude extrêmement critique envers eux-mêmes et les autres, née d'un sentiment de rejet et de moqueries récurrentes. L'implication de la discrimination par les pairs dans le risque de suicide a depuis été confirmée.
De manière générale, les personnes autistes sont dépourvues des facteurs de protection contre le suicide, c'est-à-dire d'un réseau social conséquent, de compétences sociales avec les pairs et d'une vie globalement satisfaisante. Les difficultés de communication et l'absence d'interactions sociales diminuent fortement leurs possibilités de recevoir de l'aide en cas d'idées suicidaires.

### Douleurs non ressenties ou mal comprises
La douleur chez les personnes présentant un trouble du spectre de l'autisme (TSA) est considérée comme l'une des plus difficiles à gérer et à évaluer, la consommation de neuroleptiques augmentant le risque que cette douleur ne soit ni ressentie ni exprimée par la personne et qu'elle ne joue pas son rôle de signal pouvant révéler un problème de santé. Plusieurs études en concluent que cette situation « contribue à l’augmentation de la mortalité liée à des pathologies somatiques dans ces populations dites vulnérables, notamment chez les adultes avec TSA » ; de plus, la douleur peut-être ressentie de façon atypique.

### Accidents
Les accidents sont une cause de mortalité particulièrement élevée chez les enfants et les jeunes adultes,. D'après l'étude menée par Joseph Guan et Guohua Li sur 1367 autistes décédés aux États-Unis, la proportion d'accidents est significativement plus élevée parmi la population autiste que dans la population générale. L'âge moyen du décès, 36,2 ans, est aussi nettement plus précoce que dans la population générale (72 ans). 27.9 % des personnes sont mortes des suites de blessures, la suffocation étant la principale cause, suivie par l'asphyxie, et la noyade.
Ce risque plus élevé de noyade a été souligné par deux autres études,. Les accidents de la route sont une autre cause fréquente, notamment parmi les personnes autistes qui conduisent des véhicules et ont un TDAH associé.

### Culture du meurtre
L'assassinat des autistes considérés comme « sévères » ou « lourds » repose sur une « culture du meurtre » nourrie par l'idée de miséricorde : les témoignages des meurtriers insistent sur la sévérité supposée de l'autisme, en invoquant le fait que les personnes assassinées auraient été dépendantes toute leur vie. Ils décrivent leur meurtre comme « nécessaire », et la forme d'autisme de la personne tuée comme « sans espoir ». La couverture médiatique de ces meurtres ne met jamais (ou presque) l'accent sur la personne autiste assassinée, mais sur les motifs du meurtrier et sur cette idée de miséricorde, entraînant un élan de sympathie ou de compassion envers le coupable. Le droit à la vie de la personne autiste n'est presque jamais mentionné. En conséquence, ces meurtres sont relativisés dans l'opinion publique, et le meurtre d'une personne autiste peut devenir un facteur d'acquittement judiciaire.
Dans les pays anglo-saxons, cet état de fait semble aggravé sous l'influence d'ouvrages entrés dans la culture populaire, où l'un des protagonistes, présentant certaines caractéristiques de l'autisme (comme dans Des souris et des hommes ou dans Des fleurs pour Algernon), demande ou obtient une mort miséricordieuse. Cette influence contribue à entretenir dans les esprits cette « culture du meurtre » au détriment des personnes autistes. En 1996, une mère infanticide a été acquittée dans un tribunal français, le rapporteur de la loi Chossy ayant déclaré peu après : « Chacun comprendra que lorsqu’on est seul et désespéré, c’est quelquefois la mort de l’être cher qui apparaît comme la solution la plus douce. Mais je veux affirmer que lorsqu’il n’y a plus d’espoir, il reste l’espérance. »

## Prévention
La première mesure préconisée par l'étude de Tatja Hirvikoski et ses collègues est de favoriser la diffusion de connaissances relatives à l'autisme dans le milieu médical, mais il existe dans les faits très peu d'initiatives visant à prévenir les morts précoces des personnes autistes. La prévention s'oriente sur les causes immédiates de mortalité identifiées : épilepsie, accidents et morts subites. Les particularités propres à l'autisme entraînent souvent des délais supplémentaires et des difficultés pour le soin des maladies somatiques, pouvant mener à la mort si ces soins ne sont pas donnés à temps ; en effet, l'accès à ces soins est notoirement plus difficile que pour les pairs non autistes. Ainsi, en France, « il existe un retard important à la prise en charge des soins somatiques en secteur hospitalier, notamment dans le domaine des soins dentaires, compte tenu du faible nombre de services spécialisés ou de dispositifs prêts à accueillir des personnes avec autisme ».
En général, les parents et les personnes qui côtoient au quotidien des autistes non-verbaux sont les plus à même de signaler un problème. Il a été suggéré de donner aux personnes autistes de meilleurs moyens de communiquer leurs symptômes (par exemple à l'aide d'outils visuels de type pictogrammes) et d'augmenter le nombre d'études sur la population adulte. Également, l'association britannique Autistica recommande une meilleure étude de la dépression et de l'anxiété chez les personnes autistes (de manière à identifier les facteurs qui mènent au suicide), de favoriser l'exercice physique, d'augmenter la qualité de vie et de prendre en compte le point de vue de la communauté autiste.
L'importance de bien coordonner les soins médicaux donnés aux personnes autistes a également été mise en avant, entre autres par le Dr Djéa Saravane, qui conseille aux praticiens de santé de prêter attention aux signes de douleur manifestés par les personnes autistes (en particulier non-verbales) et de s'adapter à leurs particularités, notamment les hypersensibilités et hyposensibilités sensorielles. L'environnement médical y est souvent peu adapté. De plus, la plupart des personnes autistes réagissent mal aux changements, et donc aux visites chez un médecin généraliste ou dans un hôpital. Des actes médicaux courants tels qu'une prise de sang peuvent être difficiles à réaliser sur un patient non-verbal.
Une étude publiée dans The Lancet en 2014 encourage les professionnels de santé qui accompagnent des personnes autistes dites « Asperger » à se montrer vigilants sur le risque de suicide, qui a longtemps été négligé alors qu'il se révèle particulièrement élevé. Il est également conseillé aux parents qui auraient une piscine de rendre celle-ci totalement inaccessible aux enfants autistes qui ne savent pas nager et de leur enseigner la nage dès que possible.

## Engagements
« Nous ne pouvons pas tolérer une situation dans laquelle tant de personnes autistes ne verront jamais leur quarantième anniversaire. »

— Jon Spiers, directeur général de Autistica
Des associations et des personnalités du mouvement pour les droits des personnes autistes se sont engagées pour réduire la mortalité. Cette mobilisation propre aux pays anglo-saxons ne s'observe pas en France, où d'après Josef Schovanec, « les associations dans l'autisme et les personnes elles-mêmes typiquement ne s'y impliquent pas ».
Sur le site Autistics.org, la militante américaine Laura Tisoncik a lancé une longue campagne en ligne pour dénoncer les meurtres et leur traitement médiatique. Ce militantisme peut s'opposer à celui d'autres associations concernées par l'autisme, en particulier les associations de parents. Dans le cadre de l'affaire Danielle Blais, Ari Ne'eman et Michelle Dawson ont dénoncé la Société de l'autisme de Montréal, qui a défendu cette mère ayant noyé son fils autiste de 6 ans dans sa baignoire en organisant une collecte et en témoignant en sa faveur. Le 26 février 2003, David Vardy, représentant de Terre-Neuve pour la Société canadienne de l'autisme, a déclaré au Sénat canadien que « l'autisme est pire que le cancer à bien des égards, parce que la personne autiste a une durée de vie normale. Le problème vous suit toute la vie »,. Cette déclaration a également été condamnée par Dawson et Ne'eman. En France, Josef Schovanec qualifie dans son ouvrage Nos intelligences multiples d'« auticide » le meurtre des personnes autistes « tuées en tant qu'autistes » :

« Un phénomène social fort peu étudié car hautement dérangeant par nature est celui des personnes autistes tuées en tant qu'autistes, ce que l'on pourrait nommer l'« auticide » [...]. Fait remarquable et spécifique pourtant, les auticides sont relativisés par l'opinion »

— Josef Schovanec, Nos intelligences multiples
L'étude suédoise publiée fin 2015 a été fortement médiatisée. Reprise par l'association britannique Autistica dans un rapport, elle révèle ce que les médias anglophones nomment une « hidden crisis » (en français, une crise cachée),. Autistica a demandé la mise en place d'un plan national de prévention des décès précoces des autistes au Royaume-Uni. Le 24 mai 2017, les psychiatres britanniques Sarah Cassidy et Jacqui Rodgers publient une correspondance dans The Lancet pour annoncer le lancement de mesures coordonnées en ce sens : les deux jours suivants, un groupe de chercheurs des universités de Coventry et Newcastle mènent avec l'association Autistica et la James Lind Alliance la première conférence internationale consacrée au suicide des personnes autistes.
Steve Silberman, l'auteur de NeuroTribes, estime que les niveaux de décès prématurés sont « choquants », et ajoute qu'« en tant que société, nous ne pouvons plus gaspiller de cette façon des potentiels de vies humaines précieuses ».

### Citation originale
1. ↑  « Autism is worse than cancer in many ways, because the person with autism has a normal lifespan. The problem is with you for a lifetime. »

#### Publications scientifiques
- [Bilder, Botts, Smith et Pimentel 2013] (en) Deborah Bilder, Elizabeth L. Botts, Ken R. Smith et Richard Pimentel, « Excess Mortality and Causes of Death in Autism Spectrum Disorders: A Follow up of the 1980s Utah/UCLA Autism Epidemiologic Study », Journal of Autism and Developmental Disorders, vol. 43, no 5,‎ 1er mai 2013, p. 1196–1204 (ISSN 0162-3257 et 1573-3432, PMID 23008058, PMCID PMC4814267, DOI 10.1007/s10803-012-1664-z, lire en ligne, consulté le 15 mai 2017)
- [Catalá-López et al. 2022] Ferrán Catalá-López, Brian Hutton, Matthew J. Page et Jane A. Driver, « Mortality in Persons With Autism Spectrum Disorder or Attention-Deficit/Hyperactivity Disorder: A Systematic Review and Meta-analysis », JAMA Pediatrics, vol. 176, no 4,‎ 4 avril 2022, e216401 (ISSN 2168-6203, DOI 10.1001/jamapediatrics.2021.6401, lire en ligne  [html], consulté le 8 août 2023)
- [Croen, Zerbo, Qian et Massolo 2015] (en) Lisa A. Croen, Ousseny Zerbo, Yinge Qian et Maria L. Massolo, « The health status of adults on the autism spectrum », Autism, vol. 19, no 7,‎ 1er octobre 2015, p. 814–82 (ISSN 1362-3613, DOI 10.1177/1362361315577517, lire en ligne, consulté le 19 mai 2017)
- [Gillberg, Billstedt, Sundh et Gillberg 2010] (en) Christopher Gillberg, Eva Billstedt, Valter Sundh et I. Carina Gillberg, « Mortality in Autism: A Prospective Longitudinal Community-Based Study », Journal of Autism and Developmental Disorders, vol. 40, no 3,‎ 1er mars 2010, p. 352–357 (ISSN 0162-3257 et 1573-3432, DOI 10.1007/s10803-009-0883-4, lire en ligne, consulté le 15 mai 2017)
- [Guan et Li 2017] (en) Joseph Guan et Guohua Li, « Injury Mortality in Individuals With Autism », American Journal of Public Health, vol. 107, no 5,‎ mai 2017, p. 791–793 (ISSN 0090-0036 et 1541-0048, PMID 28323463, PMCID PMC5388960, DOI 10.2105/ajph.2017.303696, lire en ligne, consulté le 12 mai 2018)
- [Hedley et Uljarević 2018] (en) Darren Hedley et Mirko Uljarević, « Systematic Review of Suicide in Autism Spectrum Disorder: Current Trends and Implications », Current Developmental Disorders Reports, vol. 5, no 1,‎ 1er mars 2018, p. 65–76 (ISSN 2196-2987, DOI 10.1007/s40474-018-0133-6, lire en ligne, consulté le 18 mai 2018)
- [Lai et al. 2023] Meng-Chuan Lai, Natasha R. Saunders, Anjie Huang et Azmina Artani, « Self-Harm Events and Suicide Deaths Among Autistic Individuals in Ontario, Canada », JAMA Network Open, vol. 6, no 8,‎ 8 août 2023, e2327415 (ISSN 2574-3805, DOI 10.1001/jamanetworkopen.2023.27415, lire en ligne, consulté le 29 août 2023)
- [Hirvikoski, Mittendorfer-Rutz, Boman et Larsson 2016] (en) Tatja Hirvikoski, Ellenor Mittendorfer-Rutz, Marcus Boman et Henrik Larsson, « Premature mortality in autism spectrum disorder », The British Journal of Psychiatry, vol. 208, no 3,‎ 1er mars 2016, p. 232–238 (ISSN 0007-1250 et 1472-1465, PMID 26541693, DOI 10.1192/bjp.bp.114.160192, lire en ligne, consulté le 15 mai 2017)
- [Isager, Mouridsen et Rich 1999] (en) Torben Isager, Svend E. Mouridsen et Bente Rich, « Mortality and Causes of Death in Pervasive Developmental Disorders », Autism, vol. 3, no 1,‎ 1er mars 1999, p. 7–16 (ISSN 1362-3613, DOI 10.1177/1362361399003001002, lire en ligne, consulté le 15 mai 2017)
- [Mouridsen, Brønnum-Hansen, Rich et Isager 2008] (en) Svend Erik Mouridsen, Henrik Brønnum-Hansen, Bente Rich et Torben Isager, « Mortality and causes of death in autism spectrum disorders: An update », Autism, vol. 12, no 4,‎ 1er juillet 2008, p. 403–414 (ISSN 1362-3613, DOI 10.1177/1362361308091653, lire en ligne, consulté le 15 mai 2017).
- [Shavelle et Strauss 1998] (en) Robert M. Shavelle et David J. Strauss, « Comparative mortality of persons with autism in California, 1989-1996 », Journal of insurance medicine, New York, vol. 30, no 4,‎ 1998, p. 220-225 (ISSN 0743-6661, lire en ligne)
- [Shavelle, Strauss et Pickett 2001] (en) Robert M. Shavelle, David J. Strauss et Jane Pickett, « Causes of Death in Autism », Journal of Autism and Developmental Disorders, vol. 31, no 6,‎ 1er décembre 2001, p. 569–576 (ISSN 0162-3257 et 1573-3432, DOI 10.1023/A:1013247011483, lire en ligne, consulté le 15 mai 2017)
- [Vu et al. 2024] (en) Hien Vu, Nicholas Bowden, Sheree Gibb et Richard Audas, « Mortality risk among Autistic children and young people: A nationwide birth cohort study », Autism,‎ 4 février 2024 (ISSN 1362-3613 et 1461-7005, DOI 10.1177/13623613231224015, lire en ligne, consulté le 6 février 2024)

#### Ouvrages
- [Freeman Loftis 2015] (en) Sonya Freeman Loftis, « The Autistic Victim: Of Mices and Men and Flowers for Algernon », dans Imagining Autism: Fiction and Stereotypes on the Spectrum, Indiana University Press, 2015, 208 p. (ISBN 0253018137 et 9780253018137, présentation en ligne)
- [McGuire 2016] (en) Anne McGuire, War on Autism : On the Cultural Logic of Normative Violence, University of Michigan Press, coll. « Corporealities: Discourses Of Disability », 2016, 274 p. (ISBN 978-0-472-05312-4 et 0-472-05312-4, lire en ligne)
- [Mouridsen 2011] (en) Svend Erik Mouridsen, « Is mortality increased in individuals with ASD ? », dans Autism Spectrum Conditions: FAQs on Autism, Asperger Syndrome, and Atypical Autism Answered by International Experts, Hogrefe Publishing, 2011 (ISBN 1616763930 et 9781616763930), p. 90-91
- [Patel et Greydanus 2012] (en) Dilip R. Patel et Donald E. Greydanus, « Mortality », dans Autism Spectrum Disorders: Practical Overview For Pediatricians, An Issue of Pediatric Clinics, Elsevier Health Sciences, 2012 (ISBN 145574302X et 9781455743025)
- [Volkmar, Paul, Klin et Cohen 2005] (en) Fred R. Volkmar, Rhea Paul, Ami Klin et Donald J. Cohen, « Mortality », dans Handbook of Autism and Pervasive Developmental Disorders, Diagnosis, Development, Neurobiology, and Behavior, vol. 1 de Handbook of Autism and Pervasive Developmental Disorders, John Wiley & Sons, 2005, 3e éd. (ISBN 0471721107 et 9780471721109), p. 296-297
- [Volkmar, Reichow et McPartland 2014] (en) Fred R. Volkmar, Brian Reichow et James McPartland, Adolescents and Adults with Autism Spectrum Disorders, Springer Science & Business, 2014, 337 p. (ISBN 978-1-4939-0506-5 et 1-4939-0506-6, lire en ligne)
- [Wright 2016] (en) Scott D. Wright (dir.), Autism Spectrum Disorder in Mid and Later Life, Jessica Kingsley Publishers, 2016, 432 p. (ISBN 978-1-78450-037-5 et 1-78450-037-2, lire en ligne)